# Kamel Kadri
Kamel Kadri est un footballeur international algérien né le 19 novembre 1963 à Bab El Oued dans la wilaya d'Alger. Il évoluait au poste de gardien de but.

## Biographie
Kamel Kadri reçoit quinze sélections en équipe d'Algérie entre 1987 et 1991. Il joue son premier match en équipe nationale le 23 mars 1987, contre la Tunisie (victoire 1-0). Il joue son dernier match le 17 janvier 1991, contre le Congo (nul 1-1).
Il participe avec la sélection algérienne à trois Coupes d'Afrique des nations, en 1988, 1990 et enfin 1992. Il joue seulement deux matchs lors de ces compétitions. Il remporte tout de même la CAN 1990 avec l'Algérie, et se classe troisième en 1988.
En club, il évolue avec le MC Alger, l'USM Alger, et la JS Kabylie, avant de terminer sa carrière en Turquie, à l'Aydınspor.

## Palmarès
| Algérie - Coupe d'Afrique de nations : - Vainqueur : 1990. - Troisième : 1988. |  | MC Alger - Ligue 1 : - Vice-champion : 1988-89. |